# 穀弄蝶屬
穀弄蝶屬（學名：Pelopidas，英文俗名：Millet Skipper）又名谷弄蝶屬，是弄蝶亞科刺脛弄蝶族裡的一個屬。共有11個物種，廣泛分佈於舊大陸的熱帶地區，包括非洲至澳洲及所羅門群島一帶。中國分佈8種。

## 型態
成蝶中型，翅膀黑褐色。前翅頂角與後翅臀角突出。觸角短，約為前翅前緣長的二分之一。中足脛節腹面有刺。前翅中室、Cu1室到m2室、r3-r5室常有透明斑。有些種類前翅正面有性標。後翅反面中室有1小白斑。雄外生殖器鉤形突的基部有1對生有剛毛的耳狀突起。

## 寄主
禾本科：稻屬、高粱屬、玉蜀黍屬、雀稗屬、鴨嘴草屬、芒屬、狼尾草屬、香茅屬、蘆葦屬、稗屬、粽葉蘆屬

## 物種
- 南亞穀弄蝶 P. agna
- 印度穀弄蝶 P. assamensis
- 古銅穀弄蝶 P. conjuncta
- 黃穀弄蝶 P. flava
- 灰邊穀弄蝶 P. grisemarginata
- 山地穀弄蝶 P. jansonis
- 蕾氏穀弄蝶 P. lyelli
- 隱紋穀弄蝶 P. mathias
- 中華穀弄蝶 P. sinensis
- 近赭穀弄蝶 P. subochracea
- 穀弄蝶 P. thrax

## 腳註
1. ↑  Brower, Andrew V. Z. 2009. Pelopidas Walker 1870. Millet Skippers. Version 30 July 2009 (under construction). http://tolweb.org/Pelopidas/94969/2009.07.30 （页面存档备份，存于） in The Tree of Life Web Project, http://tolweb.org/ （页面存档备份，存于）
2. 1 2 3  袁鋒、袁向群、薛國喜. 中國動物誌 昆蟲綱 第五十五卷 鱗翅目 弄蝶科. 中國 北京: 科學出版社. 2015: 476-477. ISBN 9787030439147 （中文（簡體））.

## 外部連結
- 维基共享资源上的相關多媒體資源：穀弄蝶屬
- Pelopidas （页面存档备份，存于） - funet.fi